# Gora Arshinova
Gora Arshinova (englisch; russisch Гора Аршинова Gora Arschinowa) ist ein Nunatak im ostantarktischen Mac-Robertson-Land. Er gehört zu einer großen Gruppe verstreuter Nunatakker in den Prince Charles Mountains.
Russische Wissenschaftler benannten ihn.